# Julián Palacios Gutiérrez
Julián Palacios Gutiérrez (Madrid 22 d'Agost del 1880 - Ibídem 1947) va ser cofundador i primer president de la Nova Societat de Foot-Ball que va passar a denominar-se com (Societat) Madrid Foot-Ball Club el 1901,12 actual Reial Madrid Club de Futbol. Situada a la vila de Madrid, va sorgir del protoclub conegut com (Societat) Foot-Ball Sky, fundat el 1897 com a Societat de Foot-Ball, que seria la base de la posterior entitat edificada per ell i els germans Joan i Carlos Padrós.
Julián Palacios és per tant reconegut com el primer president del Reial Madrid C. F., encara que no constés cap acta fundacional del club que així ho registrés fins a la Junta General Extraordinària celebrada el 1902 i en què es va designar el que va ser el seu successor, Juan Padrós, 5 finalitzant així un llarguíssim procés burocràtic i administratiu.